# Matusalem

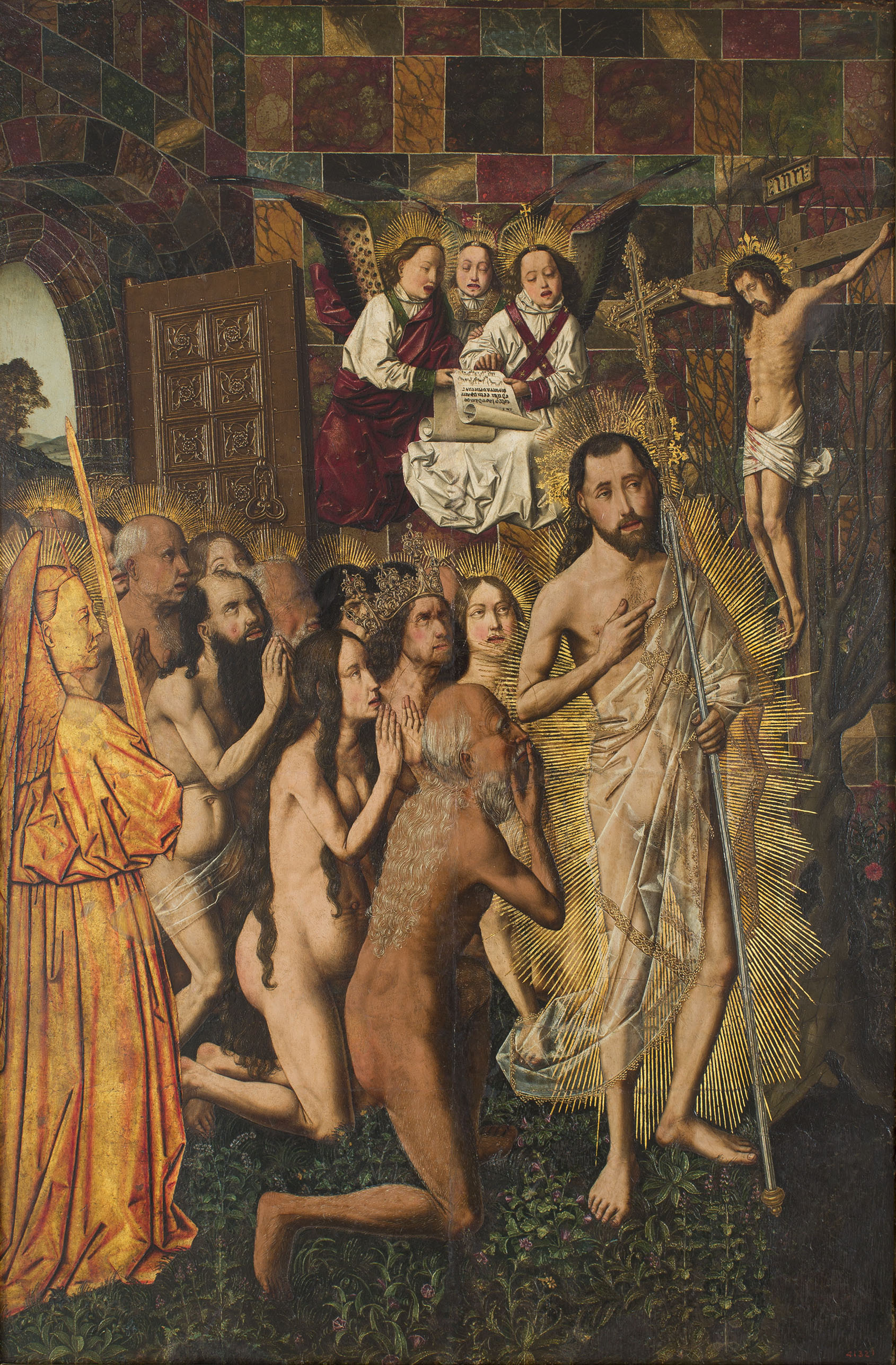
Crist conduint els patriarques bíblics al Paradís, de Bartolomé Bermejo (s.XV). En primer terme Matusalem, amb imatge d'un home vell.

En el Gènesi capítol cinquè, Matusalem (hebreu: מְתוּשֶׁלַח בן-חֲנוֹךְ, Mətûšālah ben Hănōk‎; àrab: مَتُوشَلَح o مَتُوشالَح بن إدريس, Matūxālaẖ o Matūxalaẖ ibn Idrīs) és el fill del profeta Henoc i la persona més longeva de tota la iconografia mundial.
Va ser pare de Lèmec als cent vuitanta-set anys. Segons una tradició apòcrifa jueva, Lèmec va tenir un fill que va néixer amb els cabells i la pell blanca com la neu i els ulls tan clars que semblava que brillaven. Quan Matusalem va veure el nounat, va viatjar fins a la fi del món per parlar amb el seu pare Henoc, qui li va posar al nadó el nom de Noè (que significa descans o consol) i va predir que durant la seva vida es produiria un cataclisme d'àmbit mundial, el diluvi universal.
Durant els set-cents vuitanta-dos anys més que va viure va engendrar altres fills i filles amb la seva esposa Edna (font apòcrifa) fins que va morir a l'edat de nou-cents seixanta-nou anys.

## Signe de vellesa
De tot el llinatge de descendència registrat a la Bíblia des d'Adam fins a Jesús, Matusalem és qui tingué una vida més llarga; és per això que en la cultura popular és sovint utilitzat com a exemple de vellesa.
Els intèrprets bíblics asseguren que es pot entendre al text que va morir un any després de l'arribada del Diluvi universal. Els defensors del creacionisme, que propugnen una lectura literal de la Bíblia, fins i tot han intentat explicar científicament aquesta edat avançada: abans del diluvi uns núvols de vapor (dels quals sortiria l'aigua) envoltaven la Terra i protegien els seus habitants de la llum ultraviolada i dels efectes de l'envelliment, encara que no han tingut en compte els altres factors de deteriorament que existeixen a part del sol.[Referència?]